# Chaenorhinum segoviense subsp. segoviense
Chaenorhinum segoviense subsp. segoviense é uma subespécie de planta com flor pertencente à família Scrophulariaceae. 
A autoridade científica da subespécie é (Reut. ex Rouy) Rouy, tendo sido publicada em Naturaliste 4: 190 (1882).

## Portugal
Trata-se de uma subespécie presente no território português, nomeadamente em Portugal Continental.
Em termos de naturalidade é endémica da Península Ibérica.

## Protecção
Não se encontra protegida por legislação portuguesa ou da Comunidade Europeia.